# Newsweek Polska

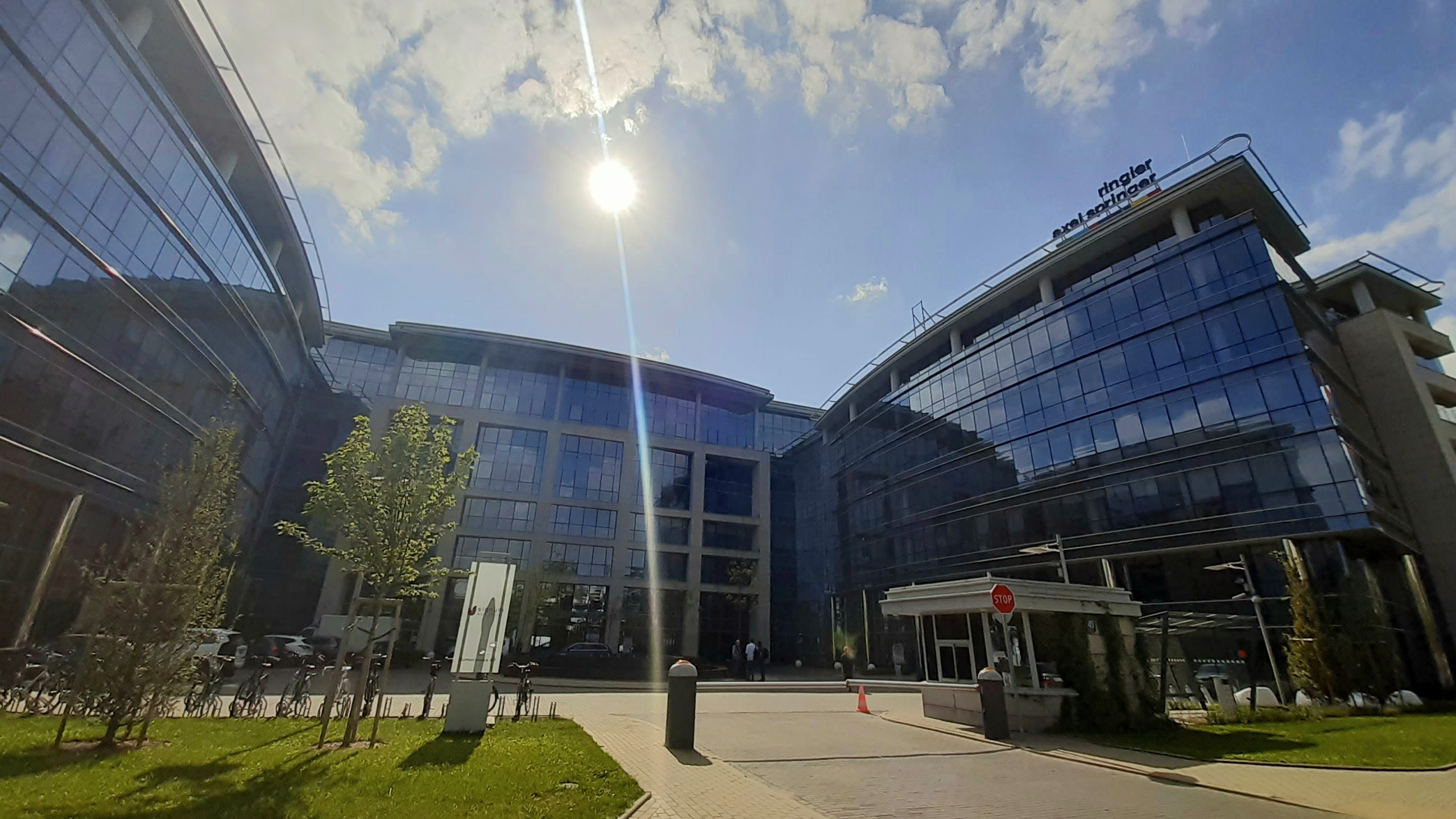
Siedziba "Newsweek Polska", Warszawa

Newsweek Polska – tygodnik opinii wydawany w Polsce nieprzerwanie od 3 września 2001 roku na licencji Newsweek Inc. "Newsweek Polska" to także serwis internetowy Newsweek.pl o tematyce polityczno-społecznej. Od lat utrzymuje pozycję lidera rankingów wiarygodności i zaufania. Polska edycja tygodnika jest jedną z ośmiu zagranicznych wersji wydawanych na licencji amerykańskiego tygodnika "Newsweek". 
Właścicielem serwisu i tygodnika "Newsweek Polska" jest Grupa Ringier Axel Springer Polska należąca do Axel Springer SE i Ringier AG. 

## Pozycja na rynku prasowym
Pod względem sprzedaży "Newsweek Polska" regularnie zajmuje czołowe miejsca wśród polskich tygodników opinii. W 2023 roku uplasował się na drugim miejscu ze średnią sprzedażą wynoszącą 62 983 egzemplarzy, co oznacza wzrost o 1,83%. W 2022 roku "Newsweek Polska" zajął trzecie miejsce, ze sprzedażą 65 620 egzemplarzy w pierwszym kwartale i 63 074 egzemplarzy w drugim kwartale. W 2009 roku magazyn zajmował drugie miejsce za "Polityką", a okresowo wysuwał się na pierwszą pozycję w rankingu. Na przykład w kwietniu 2010 roku osiągnął sprzedany nakład 177 354 egzemplarzy.

## Serwis internetowyNewsweek.pl
We wrześniu 2013 serwis internetowy Newsweek.pl włączono do infrastruktury portalu Onet.pl, którego głównym udziałowcem jest również koncern Ringier Axel Springer Polska. W marcu 2015 r. uruchomiono płatną usługę Newsweek Plus, umożliwiającą dostęp w internecie do treści z papierowego wydania tygodnika. Obecnie Newsweek.pl jest częścią pakietu subskrypcyjnego Onet Premium. 

## Redakcja

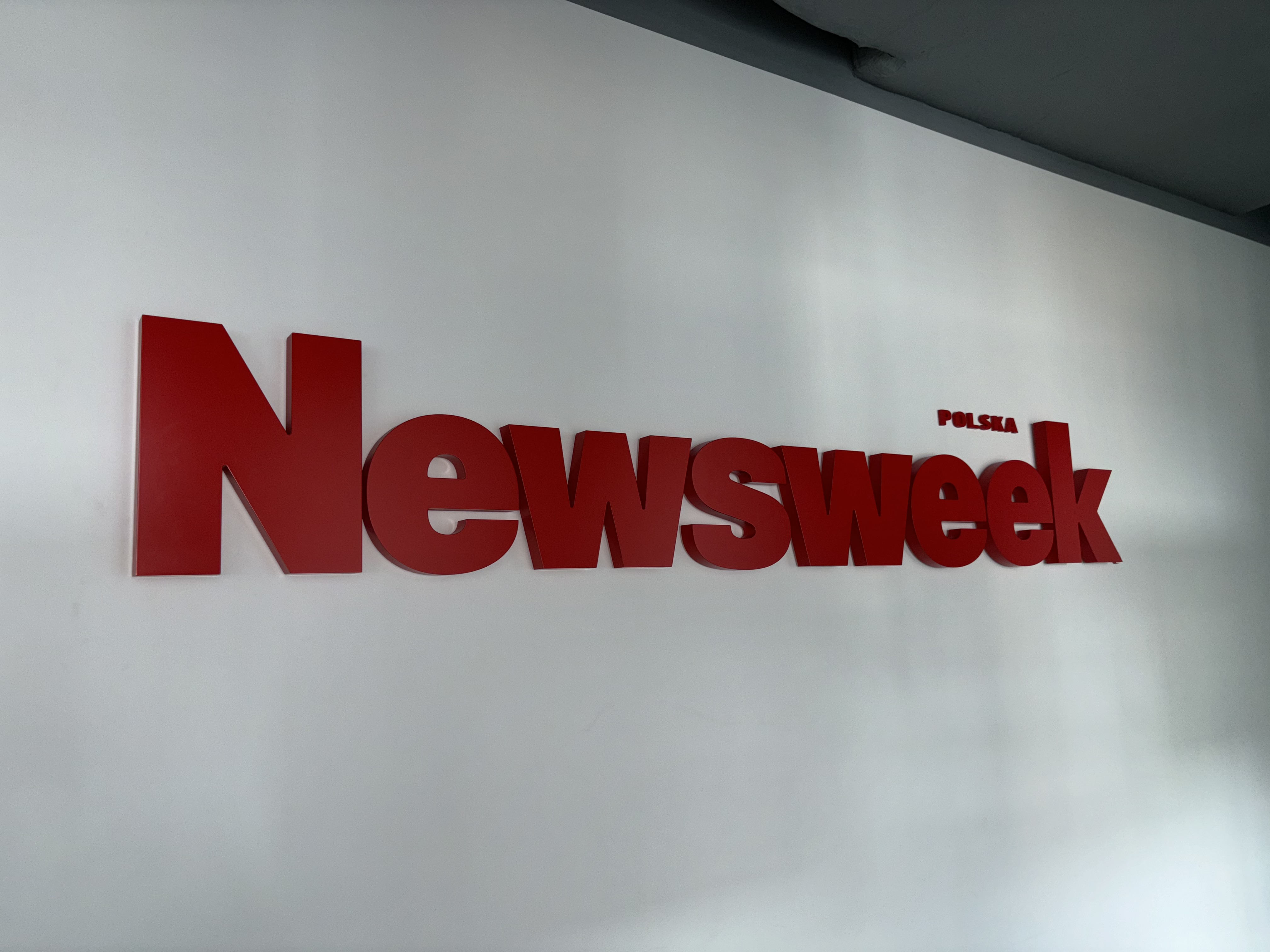
Biuro redakcji Newsweek Polska, Warszawa, 2024

Zespół redakcyjny "Newsweek Polska" i Newsweek.pl składa się z dziennikarzy – ekspertów w zakresie polityki lokalnej i globalnej, spraw społecznych, kultury, zdrowia, nauki i biznesu. 
- Michał Szadkowski pełniący obowiązki redaktora naczelnego (od 1 maja 2024 do 30 listopada 2024)[15][16], redaktor naczelny (od 1 grudnia 2024)
- Dariusz Ćwiklak, zastępca redaktora naczelnego [17]

- Magdalena Mamajek-Mich, dyrektor artystyczna  (od stycznia 2015)[18]

### Byli redaktorzy naczelni
- Tomasz Sekielski (od 1 lipca 2022 do 30 kwietnia 2024)[19][20][15][16]
- pełniący obowiązki Dariusz Ćwiklak[21] (od 24 maja 2022 do 30 czerwca 2022)
- Tomasz Lis (od 26 marca 2012 do 24 maja 2022)[21][22]
- pełniąca obowiązki Aleksandra Karasińska (2010)[23]
- Wojciech Maziarski (od stycznia 2010[24] do lutego 2012[23])
- pełniący obowiązki Wojciech Maziarski (od czerwca 2009 do stycznia 2010)[24]
- Michał Kobosko (od października 2006[25] do czerwca 2009[26])
- Tomasz Wróblewski (od 2005 do 2006)[27]
- Jarosław Sroka (od października 2004 do stycznia 2005)[28]
- Tomasz Wróblewski (od 2001 do 2004)[27]

## Wydania specjalne i rankingi Newsweeka

### Magazyny Newsweeka – wydania specjalne
- "Newsweek Magazyn Kryminalny" ukazuje się jako kwartalnik od lipca 2024 roku. Magazyn porusza tematykę skupioną wokół spraw kryminalnych w Polsce, jednocześnie przedstawiając głośne oraz mniej znane historie z całego świata[29].

- "Newsweek Psychologia" – dwumiesięcznik, który dociera do czytelników zainteresowanych rozwojem w sferze osobistej, społecznej, zawodowej i zdrowotnej. Magazyn ukazuje się na polskim rynku od 2015 roku[30].
- "Newsweek Psychologia Dziecka" i "Newsweek Psychologia Nastolatka", których treści pomagają zrozumieć świat najmłodszych i nastolatków[31].
- "Newsweek Historia" – dwumiesięcznik prezentujący najbardziej interesujące wydarzenia, kalendarium, postaci i najnowsze odkrycia historyczne[32].
- "Newsweek Learning English" – to kwartalnik, a zarazem pierwszy w Polsce opiniotwórczy magazyn do nauki języka angielskiego na trzech poziomach zaawansowania: B1, B2, C1[33][34].

"Newsweek Polska" to także wydania specjalne m.in. "Reportaże", "Wywiady", "Nauka" oraz publikacje okolicznościowe np. "Koronacja stulecia" i "365 dni wojny w Ukrainie".

### RankingiNewsweeka
- Ranking Najlepszych Prezydentów Miast N15 – to plebiscyt tworzony przez Newsweek Polska od 2008 roku, w którym głosy na siebie oddają sami prezydenci i prezydentki miast[35][14].
- Ranking Przyjazny Bank Newsweeka, którego laureaci cechują się najwyższą jakością usług oraz obsługą klienta w bankach. Zestawienie tworzone jest we współpracy z agencją badawczą, by w pełni realizować misję marki, jaką jest dostarczanie wiarygodnych informacji[36].
- Nagroda Newsweeka imienia Teresy Torańskiej – to konkurs, który ma na celu promowanie wybitnych materiałów dziennikarskich (reportaż/wywiad) oraz książek z obszaru literatury faktu[37].

## Nagrody

### 2024
- Nagroda publiczności w Plebiscycie Podcast Roku im. Red. Janusza Majki za podcast "Stan Wyjątkowy"[38].

### 2023
- Nagroda im. Dariusza Fikusa za cykl publikacji "Afera podsłuchowa. Nagrania sprzedane Rosjanom" dla Grzegorza Rzeczkowskiego[39].
- I miejsce za reportaż prasowy "Głód nasz powszedni" Karoliny Rogaskiej w konkursie dla dziennikarzy "Twarze ubóstwa" im. B. Mioduszewskiego[40].
- Superbrands 2023 dla marki Newsweek Polska[41].
- Nagroda "Złotego Samorodka", II miejsce na Dolnośląskim Festiwalu Filmowym dla filmu dokumentalnego Agnieszki Żądło "601. Tragedia w Buczy"[42].
- Nagroda w kategorii Long Short Documentary na AltFF Alternative Film Festival w Torronto dla filmu dokumentalnego Agnieszki Żądło "601. Tragedia w Buczy"[43].
- Nagroda za najlepszy debiut dokumentalny na festiwalu The Boden International Film Festival dla filmu dokumentalnego Agnieszki Żądło, "601. Tragedia w Buczy"[44][45].
- Nagroda w kategorii "Best Short Documentary" w 2023 na Stockholm City Film Festival dla filmu dokumentalnego Agnieszki Żądło "601. Tragedia w Buczy"[46][47].

### 2022
- Nagroda dla Doroty Romanowskiej za artykuł pt. "Zawał w genach" w 16. edycji ogólnopolskiego Konkursu dla dziennikarzy Kryształowe Pióra w kategorii "Choroby serca – rosnące zagrożenie"[48].

### 2021
- Nagroda Czytelnicza w kategorii "Tygodnik 15-lecia" przyznana przez E-kiosk została wręczona tygodnikowi "Newsweek Polska"[49].
- II miejsce dla Katarzyny Burdy w konkursie "Dziennikarze dla Klimatu" w 2021 roku za artykuł "Nieproszeni goście"[50][51].
- III miejsce dla Radosława Omachela w konkursie "Dziennikarze dla Klimatu" w 2021 roku za artykuł "Koniec ery węgla"[52].

### 2018
- I nagroda za artykuł Katarzyny Koper pt.: "Droga do cukrzycy" opublikowany w "Newsweek Zdrowie". Nagroda została przyznana w 12 edycji ogólnopolskiego Konkursu dla dziennikarzy "Kryształowe Pióra" w kategorii „Cukrzyca – wygrać z postępem choroby”[53].

### 2017
- I nagroda za artykuł Doroty Romanowskiej pt.: "Złamane serce szybko się zrasta", w 11 edycji ogólnopolskiego Konkursu dla dziennikarzy Kryształowe Pióra w kategorii "Choroby serca – rosnące zagrożenie"[54].
- I nagroda za artykuł Renaty Kim i Eweliny Lis pt.: "Porcelanowe aniołki", w 11. edycji ogólnopolskiego Konkursu dla dziennikarzy Kryształowe Pióra w kategorii "Depresja – przełamać tabu"[55].

### 2016
- Wyróżnienie w 10. edycji ogólnopolskiego Konkursu dla dziennikarzy Kryształowe Pióra w kategorii "Nowotwór – przełamać strach, wygrać życie" za artykuł pt.: "Zdążyć przed rakiem" dla Małgorzaty Święchowicz i Eweliny Lis[56].
- Wyróżnienie w 10. edycji ogólnopolskiego Konkursu dla dziennikarzy Kryształowe Pióra w kategorii "Nowotwór – przełamać strach, wygrać życie" za artykuł pt.: "Sposób na czerniaka" dla Doroty Romanowskiej[57].
- II miejsce za okładkę Newsweek Polska nr 45/2016 autorstwa dyrektor artystycznej "Newsweek Polska" Magdaleny Mamajek-Mich, przyznane w konkursie Grand Front 2016[58].

### 2015
- II miejsce za okładkę Newsweek Polska nr 20/2015 autorstwa dyrektor artystycznej Newsweek Polska Magdaleny Mamajek-Mich, przyznane w konkursie Grand Front 2015[59].
- I miejsce w 9. edycja ogólnopolskiego Konkursu dla dziennikarzy Kryształowe Pióra w kategorii "Depresja – przełamać tabu" za artykuł pt.: "Najbardziej wstydliwa choroba" – nagroda dla Renaty Kim i Eweliny Lis[60].

### 2009
- Złota Chimera w siódmej edycji Konkursu Projektowania Prasowego Chimera 2009 w kategorii Infografika za całokształt twórczości w minionym roku[61][62].

### 2008
- Nagroda im. Eugeniusza Kwiatkowskiego dla Piotra Aleksandrowicza za tekst "I prawda, i fałsz" opublikowany w nr 40/2007 Newsweek Polska[2][63].

### 2007
- Brązowa Chimera w Konkursie Projektowania Prasowego[63].
- Marka Wysokiej Reputacji w konkursie Premium Brands[63].
- Wyróżnienie w konkursie Media Trendy w kategorii Niekonwencjonalne wykorzystanie mediów za kampanię "Mieszko wczoraj i dziś"[63].

### 2006
- Srebrna Chimera w Konkursie Projektowania Prasowego[63].
- Marka Wysokiej Reputacji w konkursie Premium Brands[63].

### 2004
- Tytuł Studencka Marka 2004 w kategorii Tygodnik przyznany przez magazyn Student News[63].

### 2003
- Magazyn Roku 2002/2003 według Media & Marketing Polska[63][14].
- Wyróżnienie w konkursie Grand Front 2002 w kategorii Czasopisma opinii za okładkę Newsweek Polska nr 28/2002[63].

### 2002
- Effie 2002 – Srebrna Statuetka w kategorii Media za kampanię "Długopis i Obiektyw"[63][14].
- Meddie 2002 – nagroda specjalna za skuteczne wykorzystanie mediów wpływające na sukces rynkowy tygodnika[63].
- Tytuł Debiut Roku przyznany przez Media & Marketing Polska[63][14].

### 2001
- Medium Reklamowe Roku w konkursie Impact[64][63].

## Historia Newsweek Polska
- W kwietniu 2024 roku Tomasz Sekielski złożył rezygnację ze stanowiska z powodów osobistych. P.o. szefa redakcji został Michał Szadkowski[65].
- W 2022 roku serwis zostaje włączony do platformy Onet Premium[14].
- W lipcu 2022 roku redaktorem naczelnym tygodnika został Tomasz Sekielski, dziennikarz, reporter, twórca filmów dokumentalnych i autor książek[66].
- W 2015 roku wprowadzono płatną usługę Newsweek Plus, która pozwala na dostęp online do treści z tygodnika[14].
- Od 2013 roku "Newsweek Polska" wydawany jest przez koncern Ringier Axel Springer Polska[67].
- 3 września 2001 roku ukazał się pierwszy numer "Newsweek Polska". Magazyn powstał jako rodzima edycja amerykańskiego tygodnika News-Week. Od początku jednak funkcjonował jako niezależny tytuł tworzony przez polską redakcję oraz autorów współpracujących[68].